# Ruanda en los Juegos Paralímpicos de París 2024
Ruanda estuvo representada en los Juegos Paralímpicos de París 2024 por deoce deportistas, once mujeres y un hombre. El equipo paralímpico ruandés no obtuvo ninguna medalla en estos Juegos.